# 9067 Кацуно
9067 Кацуно (9067 Katsuno) — астероїд головного поясу, відкритий 16 квітня 1993 року.
Тіссеранів параметр щодо Юпітера — 3,295.